# Onolatri
Onolatri var en påstådd åsnedyrkan som under den romerska kejsartiden spreds i Rom som ett rykte att judar och även kristna bedrev åsnedyrkan och dyrkade en gud med åsnehuvud. 